# Vinddriven
Vinddriven är en amerikansk dramafilm från 1947 i regi av Stuart Heisler. Filmen blev nominerad till Oscars i kategorierna bästa kvinnliga huvudroll och bästa manus.

## Handling
Nattklubbssångerskan Angie Evans träffar en annan sångare, Ken Conway, och inleder en kärleksrelation med denne. Ken slår en tid senare igenom, medan Angie blir hemmafru med deras dotter. Men det gör henne deprimerad och hon börjar missbruka alkohol. Det sätter både hennes och barnets liv i fara.

## Om filmen
Vinddriven har visats i SVT, bland annat i februari 2020 och juni 2025.

## Rollista
| Susan Hayward    | – Angie Evans             |
| Lee Bowman       | – Ken Conway              |
| Marsha Hunt      | – Martha Gray             |
| Eddie Albert     | – Steve Anderson          |
| Carl Esmond      | – Dr. Lorentz             |
| Carleton Young   | – Fred Elliott            |
| Charles D. Brown | – Michael Dawson          |
| Janet Murdoch    | – Miss Kirk               |
| Sharyn Payne     | – Angelica "Angel" Conway |
| Robert Shayne    | – Mr. Gordon              |